# پاتریشیا نوال
پاتریشیا نوال (انگلیسی: Patricia Noall؛ زادهٔ ۲ ژوئن ۱۹۷۰) شناگر اهل کانادا بود.
وی در مسابقات کشوری و بین‌المللی در مجموع برندهٔ ۳ مدال طلا، ۴ مدال نقره، ۷ مدال برنز شده‌است.